# Шервуд Леонід Володимирович
Шервуд Леонід Володимирович (16 [28] квітня 1871, Москва — 23 серпня 1954, Ленінград) — радянський скульптор, заслужений діяч мистецтв РРФСР (1946). Був в числі перших скульпторів, які здійснювали ленінський план «монументальної пропаганди», починаючи з 1918. Представник імпресіоністського напрямку в радянській скульптурі раннього періоду («пам'ятник Радищеву», 1918), і соцреалізму (знаменита героїчна постать «Вартового», 1933). Автор офіціозних скульптурних портретів.
Навчався в Московському училищі живопису, скульптури та архітектури (1886—1891), де навчався живопису у В. Є. Маковського та скульптурі у С. І. Іванова, потім — у Вищому художньому училищі при Імператорській Академії мистецтв (1892—1898) в майстерні В. А. Беклемішева. Після закінчення Академії із золотою медаллю, отриманої за скульптурну групу «Хан і невільниця», продовжив як «пенсіонер» Академії навчання в Парижі (1899—1900), де відвідував академію Р. Жюліана, майстерні О. Родена і Е. А. Бурделя .
Захоплювався творчістю О. Родена і П. П. Трубецького, що визначило імпресіоністську спрямованість його власних робіт.